# Baha-ad-Din Qaràqux
|  | Per a altres significats, vegeu «Qaràqux». |

Abu-Saïd Qaràqux ibn Abd-Al·lah al-Assadí Bahà-ad-Din (àrab: أبو سعيد قراقوش بن عبد الله الأسدي بهاء الدين, Abū Saʿīd Qarāqūx b. ʿAbd Allāh al-Asadī Bahāʾ ad-Dīn), més conegut simplement com Bahà-ad-Din Qaràqux, fou un general, governador i regent de l'Egipte aiúbida.
Fou un eunuc de Xirkuh ibn Ayyub, l'oncle de Saladí, que el va alliberar; a la mort de Xirkuh (1169) va influir pel nomenament de Saladí com a visir fatimita pel califa al-Àdid (1160–1171). A la mort del califa, el 1171, el seu eunuc i general Mutaman-al-Khilafa va organitzar una rebel·lió que Qaràqux va sufocar i fou nomenat mariscal de la cort.
Se li va encarregar la vigilància dels membres de la família fatimita i es diu que per impedir la procreació va separar homes i dones. Saladí li va ordenar construir la ciutadella del Caire i ampliar el recinte per unir-la a Fustat; després li va encarregar fortificar i defensar Acre; aquesta ciutat va caure en mans dels croats el 1191 després d'un any i mig de lluita, i va ser fet presoner, però Saladí va comprar la seva llibertat.
A la mort de Saladí va entrar al servei del seu fill al-Aziz Uthman ibn Salah-ad-Din (1193-1198) a qui va substituir al front del govern en les seves absències. Malalt el sultà, va designar successor el seu fill al-Mansur ibn al-Aziz (1198-1200), amb Qaràqux com a regent o atabeg, càrrec que al-Mansur li va confirmar. Però al cap de pocs mesos els amirs el van declarar incapacitat per la seva avançada edat, i finalment els amirs van acceptar la regència del germà de Saladí, al-Àdil. Encara vivia el 1200, però degué morir poc després, doncs ja era molt vell.